# Sekcje Ammoniusza

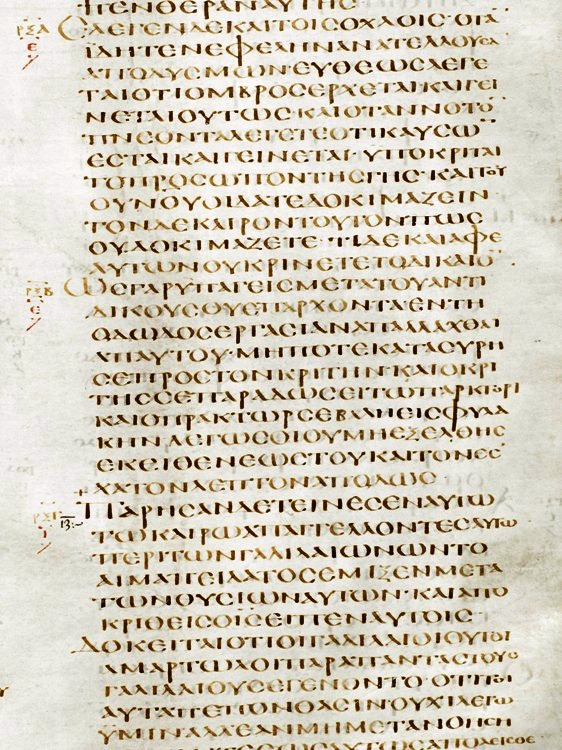
Sekcje Ammoniusza widoczne na lewym marginesie tekstu Łk 12,54-13,4 Kodeksu Aleksandryjskiego wraz z odnośnikami do Kanonów Euzebiusza

Sekcje Ammoniusza – podział tekstu czterech Ewangelii na około 1165 perykop umieszczanych na marginesie wielu rękopisów greckich i łacińskich. Dla Ewangelii Mateusza jest to zazwyczaj 355 perykop, 233 lub 236 dla Ewangelii Marka, 342 dla Ewangelii Łukasza i 232 dla Ewangelii Jana. Liczby te jednak nieznacznie się różnią w poszczególnych rękopisach. W greckich rękopisach numery Sekcji Ammoniusza oddawane były przy pomocy liter alfabetu greckiego, a pod nimi podawano zwykle numery odpowiadających im Kanonów Euzebiusza. We współczesnych krytycznych wydaniach greckiego Nowego Testamentu numery sekcji podawane są cyframi arabskimi, odniesienia do kanonów Euzebiusza – cyframi rzymskimi.
Autor podzielił cztery Ewangelie na krótkie ponumerowane części, w których ze względu na treść występuje narracja równoległa zaczynając od Ewangelii Mateusza. Następnie sekcje te uzupełnił w trzech pozostałych Ewangeliach lub po prostu dodał numery sekcji z imieniem danego ewangelisty w równoległych kolumnach odpowiadających im fragmentów Ewangelii Mateusza. Podział ten wykonany według perykop miał na celu wykazanie podobieństw i różnic między Ewangeliami. Natomiast tablice porządkujące perykopy określa się mianem kanonów Euzebiusza.
Niejasną jest liczba sekcji dla Ewangelii Marka. Stefanus w swoim wydaniu podzielił drugą Ewangelię na 236 sekcji i taką ich liczbę podaje Textus receptus, jednak wiele rękopisów dzieli ją na 233 sekcje (Mk 16,9-20 nie jest uwzględniane), inne na 341 sekcji (do Mk 16,20). Dzisiaj zwykle przyjmuje się liczbę 233 (bez zakończenia Marka). We współczesnych krytycznych wydaniach greckiego Nowego Testamentu Ew. Marka dzielona jest na 241 sekcji (Mk 1,1-16,8 na 233 sekcji), z tym że zakończenie Marka (16,9-20) nie posiada odniesień do Kanonów Euzebiusza.
Aż do XIX wieku za twórcę tego podziału uważany był Ammoniusz z Aleksandrii (ok. 220 n.e.) w związku z pracą Harmonia Ewangelii, która jednak została utracona. Dzisiaj autorstwo Ammoniusza jest uważane za wątpliwe, a dokonanie podziału tekstu przypisuje się zwykle Euzebiuszowi z Cezarei (265–340 n.e.). Sam Euzebiusz przyznał, że sugerował się Harmonią Ewangelii – jednak ten podział w dalszym ciągu jest określany mianem „sekcji Ammoniusza”.
Odniesienia do Sekcji Ammoniusza zawierają także niektóre lekcjonarze.